# Frederici Honores
Frederici Honores, també anomenada Gloria Frederici o Honors Friderici, va ser una constel·lació creada per l'astrònom alemany Johann Elert Bode entre 1.787 i 1.790 per honorar Frederic el Gran, rei de Prússia, qui havia mort en 1.786. El seu nom en alemany era Friedrich's Ehre.
La constel·lació s'hi trobava a una regió adjacent a les constel·lacions de Cefeu, Llangardaix, Cassiopea i Andròmeda. Els seus principals estels van ser: ι, κ, λ, ο, i ψ Andromedae, són d'escassa lluentor, destacant Lambda andromedae (λ And) amb magnitud aparent de +3,81. la resta dels estels són de quarta categoria o inferior. Formava un dibuix d'una corona real i una espasa, vorejades per unes branques de llorer. Igual que altres constel·lacions creades a efecte d'enaltir la figura d'algun personatge d'època, no va ser reconeguda com a tal i els seus estels van quedar situades entre les actuals constel·lacions de Andròmeda i Cassiopea.